# Perafita
|  | No s'ha de confondre amb Pedrafita. |

|  | Per a altres significats, vegeu «Pic de Perafita». |

|  | Per a altres significats, vegeu «Perafita (Ribagorça)». |

Perafita és un municipi de la comarca del Lluçanès, està situada al centre-oest de la regió de l'Alt Ter.

## Demografia
| 1497 f | 1515 f | 1553 f | 1717 | 1787 | 1857 | 1877 | 1887 | 1900 | 1910 |
| ------ | ------ | ------ | ---- | ---- | ---- | ---- | ---- | ---- | ---- |
| -      | 13     | 22     | 357  | 439  | 726  | 600  | 446  | 391  | 390  |

| 1920 | 1930 | 1940 | 1950 | 1960 | 1970 | 1981 | 1990 | 1992 | 1994 |
| ---- | ---- | ---- | ---- | ---- | ---- | ---- | ---- | ---- | ---- |
| 575  | 583  | 516  | 594  | 563  | 506  | 356  | 354  | 330  | 330  |

| 1996 | 1998 | 2000 | 2002 | 2004 | 2006 | 2008 | 2010 | 2012 | 2014 |
| ---- | ---- | ---- | ---- | ---- | ---- | ---- | ---- | ---- | ---- |
| 319  | 336  | 368  | 366  | 371  | 379  | 407  | 396  | 407  | 407  |

| 2016 | 2018 | 2020 | 2022 | 2024 | 2026 | 2028 | 2030 | 2032 | 2034 |
| ---- | ---- | ---- | ---- | ---- | ---- | ---- | ---- | ---- | ---- |
| 411  | 412  | 405  | 418  | 438  | -    | -    | -    | -    | -    |

## Geografia
- Llista de topònims de Perafita (Orografia: muntanyes, serres, collades, indrets..; hidrografia: rius, fonts...; edificis: cases, masies, esglésies, etc).

## Història
El topònim "Perafita" prové del llatí "petra ficta", que etimològicament vol dir "pedra-fita", és a dir, pedra col·locada en un indret per indicar la terminació d'una propietat o territori. El nom del poble, doncs, fa pensar en l'antiga existència d'algun megàlit o pedra dreta erigida o aprofitada per delimitar les propietats.
Malauradament, el lloc de Perafita és dels menys documentats del Lluçanès pel que fa a l'època immediatament posterior a la repoblació. Les primeres notícies són de l'any 909, quan surt esmentat el poble com a límit de la parròquia d'Olost, però l'església de Sant Pere no és esmentada fins al final del segle xi. Cap a l'any 1300, la població es va anar aglutinant al voltant d'aquesta església romànica. Perafita cresqué notablement en el transcurs del temps i es convertí de gran vigria comercial i artesanal. A la segona meitat del segle xvi, per exemple, hi havia, segurament entre d'altres aquests serveis i professions: hostaler, paraire, sabater, picapedrer, fuster, teixidor, barreter, sastre, mestre de cases, moliner… De totes aquestes professions, la de paraire era la més important: constituïa la base de la producció, sense comptar, és clar, la pagesia, que aquí com a tota la comarca, era veritable puntal econòmic de l'època.
Contribuí també a aquest augment de la població la immigració de gascons i llenguadocians que es produí durant els segles xv i xvi. El 1686 Perafita tenia 70 cases juntes i 16 pagesies habitades, però en arribar el segle xvii, durant els fets de la Guerra de Successió fou incendiada en l'operació de repressió realitzada pel filipista Comte de Montemar. La població, però es va refer aviat i el 1787 ja tenia 439 habitants; el punt culminant es va assolir el 1860 amb 746 habitants.
Avui dia Perafita és un poble que manté un cens de disminució atenuada (350 habitants), però que es manté viu amb el continu arranjament del seu patrimoni, pavimentació i arranjament de carrers, reformes a les cases antigues, i noves obres d'habitatges com a segones residències.
El 3 de maig de 2023 el municipi, que fins aleshores formava part de la comarca d'Osona, va passar a integrar-se a la nova comarca del Lluçanès.

## Patrimoni arquitectònic

### Església parroquial de Sant Pere
La primitiva església parroquial, també dedicada a Sant Pere, era romànica, probablement construïda al segle xi. D'aquesta església només en resta el timpà, que es guarda a l'interior. Al segle xvi estava molt deteriorada i segurament s'havia fet petita per al servei dels fidels de Perafita. Per això s'encomanà un projecte de construcció d'una nau lateral.
Al segle xviii, potser després de l'incendi que patír el poble, es construí una església parroquial de nova planta, molt probablement en el mateix lloc de l'anterior. L'edifici actual és barroc, té capelles laterals, façana a ponent i campanar a l'esquerra del presbiteri. El retaule barroc de fusta que s'hi construí fou destruït l'any 1936 durant la Guerra Civil. Després de la guerra es construí un retaule molt senzill que fou modificat, als anys 60, seguint les directius del Concili Vaticà II.
Pel novembre de l'any 1993 s'inaugurà una nova decoració del presbiteri amb pintures obra de Joaquim Busquets Gruart, amb al·legories religioses i descripcions del paisatge i de les festes religioses de Perafita. Aquesta decoració és amb una creu de sobre l'altre dissenyada i realitzada per Pere Busquets i les imatges de Sant Pere i de Jesús crucificat, talles de l'escultor Pere Sala.
Aquest timpà formava part del portal de la primitiva església parroquial romànica de Sant Pere de Perafita. A la part central del timpà veiem la imatge de Crist en Majestat voltada dels símbols dels Evangelistes. L'àguila, símbol de Sant Mateu, s'endevinen a la part superior del timpà. A la part inferior hi havia les figures del brau alat símbol de Sant Lluc, i el lleó símbol de Sant Marc.
La seva realització es pot situar a la segona meitat del segle xii. El timpà romànic de Perafita fou emplaçat a l'interior de l'església parroquial el mes d'agost de 1987 per evitar-ne la degradació total.

### Ermita de Santa Margarida
Aquesta construcció està situada a tocar de la carretera que va de Perafita a Sant Bartomeu del Grau i Vic. Històricament formava part del terme dels Senyors de Lluça i estava vinculada al mas les Heures. El primer document on s'esmenta és de l'any 1223 i hi és citada com a capella de la parròquia de Perafita.
Originalment era una construcció romànica del segle XI o principis del XII, d'una sola nau, de planta gairebé rectangular i amb un absis semicircular a la banda de llevant. Devia tenir la coberta amb volta de canó. A l'absis hom pot veure una finestra d'una sola esqueixada. En la primera meitat del segle xviii, l'ermita ja estava molt descuidada i la volta totalment deteriorada. Els murs actuals són encara els primitius romànics fins a dos metres d'altura. La resta fou construïda posteriorment. La volta que s'esfondrà del segle xx ja no era l'original romànica.
L'accés a la capella es fa per una porta oberta, a la façana oest, l'any 1825. Fa uns quants anys estava totalment abandonada, sense teulada i plena de runa. Tot el poble de Perafita contribuí a la seva restauració i, des de l'any 1988, apareix un nou temple ben restaurat, amb elements romànics que destaquen perfectament. Cada any s'hi fa l'aplec el diumenge més proper a la festa de la Santa, que és el 20 de juliol.

## Les llindes de les cases del poble
La llinda és una fusta o pedra travessera que clou la part superior d'un portal o finestra i que descansa sobre els muntants.
El poble de Perafita ens presenta unes llindes que majoritàriament presenten inscripcions. Primerament cal situar-les en el temps dins la història. Podem trobar-ne del segle xvii, XVIII i xix.
En la major part de les inscripcions hi ha el nom del propietari de la casa, que sempre era un nom masculí excepte en el cas de les pubilles. Una altra informació que hi trobem sempre és la data en què es construí la casa i un altre tret que generalment s'hi troba, encara que no sempre, són els motius religiosos i els que feien referència a l'ofici de la persona a qui pertanyia. A finals del segle xvii hi hagué un augment notable de la construcció, gràcies a l'estabilitat de l'economia. Actualment es poden trobar 23 cases al nucli de Perafita, la seva majoria estan situades al llarg del carrer major i al voltant de l'església.
Segons el que consta a les llindes, al començament del segle xvii hi va haver una davallada en la construcció que a causa de la Guerra de Successió, que va deixar la seva marca al poble de Perafita, que fou incendiat. Malgrat tot, no tardà a refer-se i vingué una època de prosperitat durant el segle xviii. Moltes d'aquestes cases es van construir formant el carrer Nou, i d'altres al llarg del carrer Major, aquestes possiblement foren cases incendiades que es van reconstruir. Les llindes del principi del segle xviii segueixen el mateix tipus de representació que les del segle xvii, però ja a partir de mitjan segle es troba que moltes llindes perden el nom del propietari però continuen fent referència als motius religiosos o d'ofici. Les llindes de principis de segle xix es concentren al començament del carrer Major. Del segle xx ja no es troba cap casa que tingui llinda, i això ha representat un empobriment històric i cultural, per les dificultats futures a datar les cases d'aquest període.

## Patrimoni natural
Alzina mil·lenària de Busquets

## Esdeveniments
- Festes i fires de la Candelera: (2 de febrer): ha esdevingut tradició la cercavila (o passant) al matí, i a la tarda les grans cures de cavalls al camí de can Carbó.
- Festa Major de Sant Pere: (29 de juny): es fan diverses activitats, una de les més consolidades és el Torneig de futbol sala de Sant Pere.
- Aplec de Santa Margarida: (tercer cap de setmana de juliol)

## Personatges il·lustres
Jaume Puig i Beuló, signant del Pacte dels Vigatans i els seus fills Francesc Puig i Sorribes i Antoni Puig i Sorribes
El periodista Ramon Besa, actualment director d'esports del diari El País és nascut a Perafita.